# Хуршид (газета)
«Хурши́д» (узб. خورشید / Xurshid / Хуршид) — одна из первых газет на узбекском языке, первый выпуск которой вышел 7 сентября 1906 года. Газета была закрыта спустя несколько лет со стороны Туркестанской цензуры Российской империи из-за публикаций на газете левых идей, несмотря на то, что газета позиционировала себя как «не относящая себя ни к одной партии, нейтральной, национальной, и печатающей только правду». Издавалась в Ташкенте. Название газеты Хуршид с персидского языка переводится как Солнце.
Издателем и редактором газеты являлся известный узбекский просветитель и джадидист — Мунавваркары Абдурашидханов. Газета выходила раз в неделю. Была посвящена в основном общественно-политическим темам, зарубежным и отечественным новостям, национальным и бытовым проблемам и темам.